# Droga wojewódzka 409
Die Droga wojewódzka 409 (DW 409) ist eine 43 Kilometer lange Droga wojewódzka (Woiwodschaftsstraße) in der polnischen Woiwodschaft Niederschlesien, die Dębina mit Strzelce Opolskie verbindet. Die Strecke liegt im Powiat Prudnicki, im Powiat Krapkowicki und im Powiat Strzelecki.

## Streckenverlauf
Woiwodschaft Opole, Powiat Prudnicki
-  Dębina (Dambine) (DW 414)

Woiwodschaft Opole, Powiat Krapkowicki
- Moszna (Moschen)
- Zielina (Zellin)
- Kujawy (Kujau)
- Strzeleczki (Klein Strehlitz)
- Dobra (Dobrau)
- Steblów (Stöblau)
-  Krapkowice (Krappitz) (A 4, DK 45, DW 415, DW 416, DW 423, DW 424)
-  Gogolin (Gogolin) (A 4, DW 423, DW 424)
- Dąbrówka (Dombrowka)

Woiwodschaft Opole, Powiat Strzelecki
- Ligota Dolna (Nieder Ellguth)
- Niwki (Niewke)
- Kalinów (Kalinow)
- Rożniątów (Rosniontau)
-  Strzelce Opolskie (Groß Strehlitz) (DK 88, DK 94, DW 426)